# Ryszard Chudzik
Ryszard Chudzik (ur. 14 czerwca 1954 w Żyrardowie) – polski działacz związkowy i samorządowiec, prezydent Żyrardowa (1990–1994), p.o. wójta gminy Radziejowice (2009–2010).

## Życiorys
Absolwent Liceum Ogólnokształcącego im Stefana Żeromskiego w Żyrardowie. Ukończył studia w Szkole Głównej Planowania i Statystyki, następnie studiował na Wydziale Prawa i Administracji Uniwersytetu Wrocławskiego. W 1978 uzyskał zatrudnienie w Zakładach Przemysłu Lniarskiego w Żyrardowie, gdzie w 1980 organizował struktury NSZZ „Solidarność”, był przewodniczącym Komisji Zakładowej, a także komitetu strajkowego w 1981. W latach 80. pracował jako dyrektor Zespołu Usług Technicznych w Skierniewicach oraz rzecznik patentowy w Instytucie Sadownictwa i Kwiaciarstwa tamże. Był działaczem wspólnot mieszkaniowych.
W latach 1989–1990 pełnił funkcję wiceprezydenta Żyrardowa. W marcu 1990 wojewoda Kazimierz Borczyk powołał go na urząd prezydenta miasta (na wniosek Miejskiej Rady Narodowej). Po pierwszych wyborach samorządowych z 1990 uzyskał reelekcję na to stanowisko. Był radnym rady miejskiej i delegatem do sejmiku wojewódzkiego I kadencji w Skierniewicach (1990–1994). Działał w Unii Demokratycznej (z jej ramienia kandydował w 1991 do Senatu), następnie w Unii Wolności, kierując jej strukturami w Żyrardowie.
Na przełomie 1994 i 1995 ubiegał się o urząd prezydenta Pruszkowa. W połowie lat 90. był prezesem zarządu Zakładów Lniarskich w Żyrardowie, a od 1997 do 2003 dyrektorem finansowym w Hortex Holding S.A. W wyborach samorządowych w 2002 został wybrany w skład rady powiatu żyrardowskiego z ramienia PO, w 2006 uzyskał reelekcję. Był członkiem zarządu powiatu żyrardowskiego (2002–2008). W 2003 przejął obowiązki wiceprezesa zarządu komunalnej spółki z o.o. – Przedsiębiorstwa Gospodarki Komunalnej Żyrardów. W 2009 premier powierzył mu funkcję komisarycznego wójta gminy Radziejowice, którą pełnił do marca 2010. W wyborach samorządowych w 2010 ubiegał się o ponowny wybór na wójta Radziejowic, uzyskując w II turze 48,93% głosów. W 2016 został przewodniczącym struktur Platformy Obywatelskiej w Żyrardowie, a w 2017 prezesem zarządu PRSS Społem w tym mieście.